# Chapelle Saint-Jean de Luqa
Pour les articles homonymes, voir Chapelle Saint-Jean.
La chapelle Saint-Jean est une chapelle catholique située à Luqa, à Malte.

## Historique
Construite en 1550, elle a été reconstruite en 1623 et a récemment été restaurée.